# Filmografia de Abigail Breslin

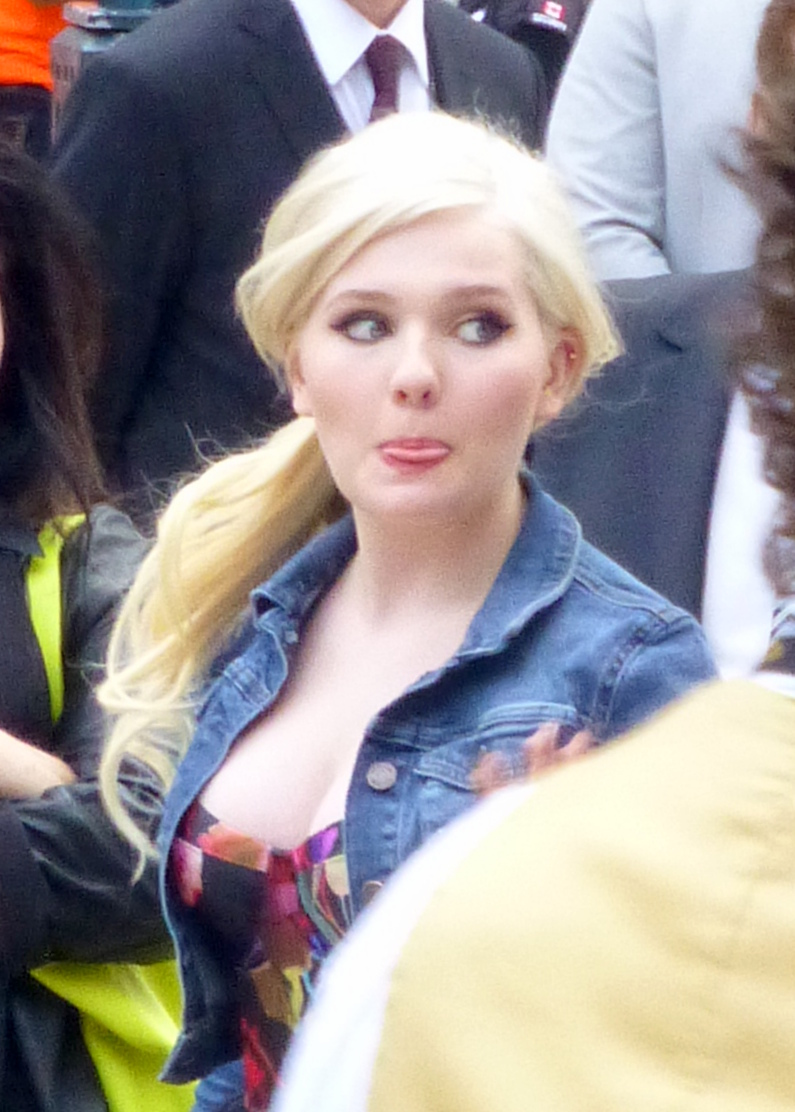
Abigail Breslin em 2013.

Está e a lista completa de filmes e séries da atriz norte-americana Abigail Breslin.

## Filmes
| Ano  | Titulo                                   | Papel                | Notas |
| ---- | ---------------------------------------- | -------------------- | --- |
| 2002 | Signs                                    | Bo Hess              | |
| 2004 | Raising Helen                            | Sarah Davis          | |
| 2004 | The Princess Diaries 2: Royal Engagement | Parade Girl Carolina | |
| 2004 | Chestnut: Hero of Central Park           | Ray                  | |
| 2004 | Keane                                    | Kira Bedik           | |
| 2005 | Family Plan                              | Nicole               | filme para tv |
| 2006 | Air Buddies                              | Rosebud / Alice      | Voz |
| 2006 | The Santa Clause 3: The Escape Clause    | Trish                | |
| 2006 | The Ultimate Gift                        | Emily Rose           | |
| 2006 | Little Miss Sunshine                     | Olive Hoover         | Critics Choice Movie Awards de Melhor Jovem Atriz Screen Actors Guild Awards de Melhor Elenco - Cinema Young Artist Awards de Melhor Atriz Coadjuvante Tokyo International Film Festival de Melhor Atriz Coadjuvante Oscar Melhor Atriz Coadjuvante BAFTA de Melhor Atriz Coadjuvante Screen Actors Guild Awards de Melhor Atriz Coadjuvante Empire Awards de Melhor Atriz Coadjuvante |
| 2007 | No Reservations                          | Zoe Armstrong        | |
| 2008 | Definitely, Maybe                        | Maya Hayes           | |
| 2008 | Nim's Island                             | Nim Rusoe            | |
| 2008 | Kit Kittredge: An American Girl          | Kit Kittredge        | |
| 2009 | My Sister's Keeper                       | Anna Fitzgerald      | |
| 2009 | Zombieland                               | Little Rock          | |
| 2010 | Quantum Quest: A Cassini Space Odyssey   | Jeana                | Voice |
| 2010 | Janie Jones                              | Janie Jones          | |
| 2011 | Rango                                    | Priscilla            | Voz |
| 2011 | New Year's Eve                           | Hailey Doyle         | |
| 2011 | Zambezia                                 | Zoe                  | Voz |
| 2013 | The Call                                 | Casey Welson         | |
| 2013 | Haunter                                  | Lisa Johnson         | |
| 2013 | Ender's Game                             | Valentine Wiggin     | |
| 2013 | August: Osage County                     | Jean Fordham         | |
| 2014 | Wicked Blood                             | Hannah Lee           | |
| 2014 | Perfect Sisters                          | Sandra               | |
| 2015 | Maggie                                   | Maggie Vogel         | |
| 2015 | Final Girl                               | Veronica             | |
| 2017 | Freak Show                               | Lynette              | |
| 2018 | Saturday at the Starlight                | Tabitha              | |
| 2019 | Zombieland: Double Tap                   | Little Rock          | |
| 2021 | Stillwater - Em busca da verdade         | Allison              | |

## Televisão
| Ano       | Titulo                            | Personagem              | Notas                            |
| --------- | --------------------------------- | ----------------------- | -------------------------------- |
| 2002      | What I Like About You             | Josie                   | Episódio: "The Teddy Bear"       |
| 2002      | Hack                              | Kayla Adams             | Episódio: "Domestic Disturbance" |
| 2004      | Law & Order: Special Victims Unit | Patty Branson           | Episódio: Birthright             |
| 2004      | NCIS                              | Sandy Watson            | Episódio: lee No Evil"           |
| 2006      | Ghost Whisperer                   | Sarah Applewhite        | Episódio: Melinda's First Ghost  |
| 2006      | Grey's Anatomy                    | Megan Clover            | Episódio: Sometimes a Fantasy    |
| 2015–2016 | Scream Queens                     | Libby Putney/Chanel #5  | Elenco principal                 |
| 2017      | Dirty Dancing                     | Frances "Baby" Houseman | Filme Televisivo                 |

## Teatro
| Ano  | Título             | Personagem   | Local                                  | Cidade                       |
| ---- | ------------------ | ------------ | -------------------------------------- | ---------------------------- |
| 2010 | The Miracle Worker | Helen Keller | Circle in the Square Theatre, Broadway | Manhattan, New York City, NY |